# 春雨や晴太
春雨や 晴太（はるさめや はれた、1987年2月15日 - ）は、落語芸術協会所属の落語家。本名∶橋本 裕介。出囃子は『新鍛冶屋』。

## 芸歴
- 2015年 - 四代目春雨や雷蔵に入門。「晴太」を名乗る。
- 2019年11月 - 二ツ目昇進[1]。

## 活動
2021年、落語芸術協会若手ユニットルート9を落語家・講談師全9名で発足。ルート9内ユニットメガネちーむを、晴太、三遊亭花金、春風亭昇りんの3人で組んでいる。

## メディア活動
- anan（雑誌掲載）
  - 2021年7月14日発売のanan2258号「関係性を愛でるエンタメ」のコーナーで、ルート9として掲載された[2]。
- サタデーステーション（YouTube出演）
  - 2022年3月19日テレビ朝日のYouTube、ANNnewsCHにてルート9密着映像が公開された[3]。